# 8935 Beccaria
8935 Beccaria eller 1997 AV13 är en asteroid i huvudbältet som upptäcktes den 11 januari 1997 av de båda italienska astronomerna Marco Cavagna och Piero Sicoli vid Sormano-observatoriet. Den är uppkallad efter italienaren Cesare Beccaria.
Asteroiden har en diameter på ungefär 3 kilometer.